# Crocidura pachyura
Crocidure d'Afrique du Nord
Espèce
Synonymes
- Crocidura cossyrensis Contoli, 1989[1]
- Crocidura ichnusae Festa, 1912[1]

Statut de conservation UICN

 LC  : Préoccupation mineure
Répartition géographique
La Crocidure d'Afrique du Nord (Crocidura pachyura) est une espèce de mammifère de la famille des Soricidae. Ce mammifère se rencontre sur les îles d'Ibiza, de Sardaigne et de Pantelleria, dans le nord de l'Algérie et dans le nord de la Tunisie.